# John Collett Falsen
John Collett (de) Falsen (9. september 1817 i Aker – 2. september 1879 i Kristiania) var en norsk embedsmand og politiker.

## Baggrund og uddannelse
John Collett Falsen var søn af stiftamtskriver Hagbarth (de) Falsen (1791-1836) og Aletta Fleischer (1792-1868), som var blevet gift den 15. december 1811. Hagbarth de Falsen var søn af Enevold de Falsen og broder til Carl Valentin Falsen, Christian Magnus Falsen og Jørgen Conrad de Falsen.
Falsen gennemgik Bergen Katedralskole 1828-33 og blev candidatus juris 1841.

## Embedskarriere
John Collett Falsen fungerede som prokurator i Nedenæs Amt fra 1846 til 1849. Efterfølgende flyttede han til Trondheim og virkede som overretssagfører der en stund, før han flyttede til Drammen same år. Falsen var prokurator og borgmester i Drammen i flere perioder.
Falsen var amtmand i Nordre Bergenhus Amt (nu Sogn og Fjordane fylke) fra 1861 til 1869. I sit første år som amtmand boede Falsen i Lærdal, men flyttede sin embedsbolig til Leikanger i 1862. Falsen købte gården Nybø af sorenskriver Hjort, og da Falsen solgte gården videre til staten året efter, var Nybø embedsgård for amtmanden i Nordre Bergenhus Amt. Amtsstuen på Nybø fungerede som administrationsbygning indtil 1939, og i 2013, i forbindelse med 250-årsjubilæet for Sogn og Fjordane fylke blev amtsstuen restaureret.

## Politiker
John Collett Falsen var stortingsrepræsentant for Nordre Bergenhus Amt i perioderne 1859-61, 1865-67 og 1869 og statsråd fra 1869 til han døde i 1879. Som statsråd var han i Justisdepartementet (1869-70, 1871-72, 1874-77 og 1878-79), ved statsrådsafdelingen i Stockholm (1870-71, 1873-74 og 1877-78), og var marineminister 1871 og indenrigsminister 1872-73.

## Hæder
Falsen var Kommandør af Sankt Olavs Orden, modtog Storkorset af Nordstjerneordenen og Storkorset af Dannebrogordenen. Ved Uppsala universitets jubilæumsfest i 1877 blev Falsen udnævnt til juridisk æresdoktor.
John Collett Falsen ægtede Henriette Falk i Vang Præstegæld i 1848. Hun var datter af en sorenskriver i Vang.